# Carrosio
Carrosio (piemontiul: Careugio, ligur nyelven: Careuxo) település Olaszországban, Piemont régióban, Alessandria megyében. Lakosainak száma 487 fő (2023. január 1.). Carrosio Gavi, Voltaggio és Bosio községekkel határos.

## Népesség
A település népességének változása:
| Lakosok száma | 504  | 507  | 487  |
|               | 2017 | 2018 | 2023 |